# Pascal Arimont

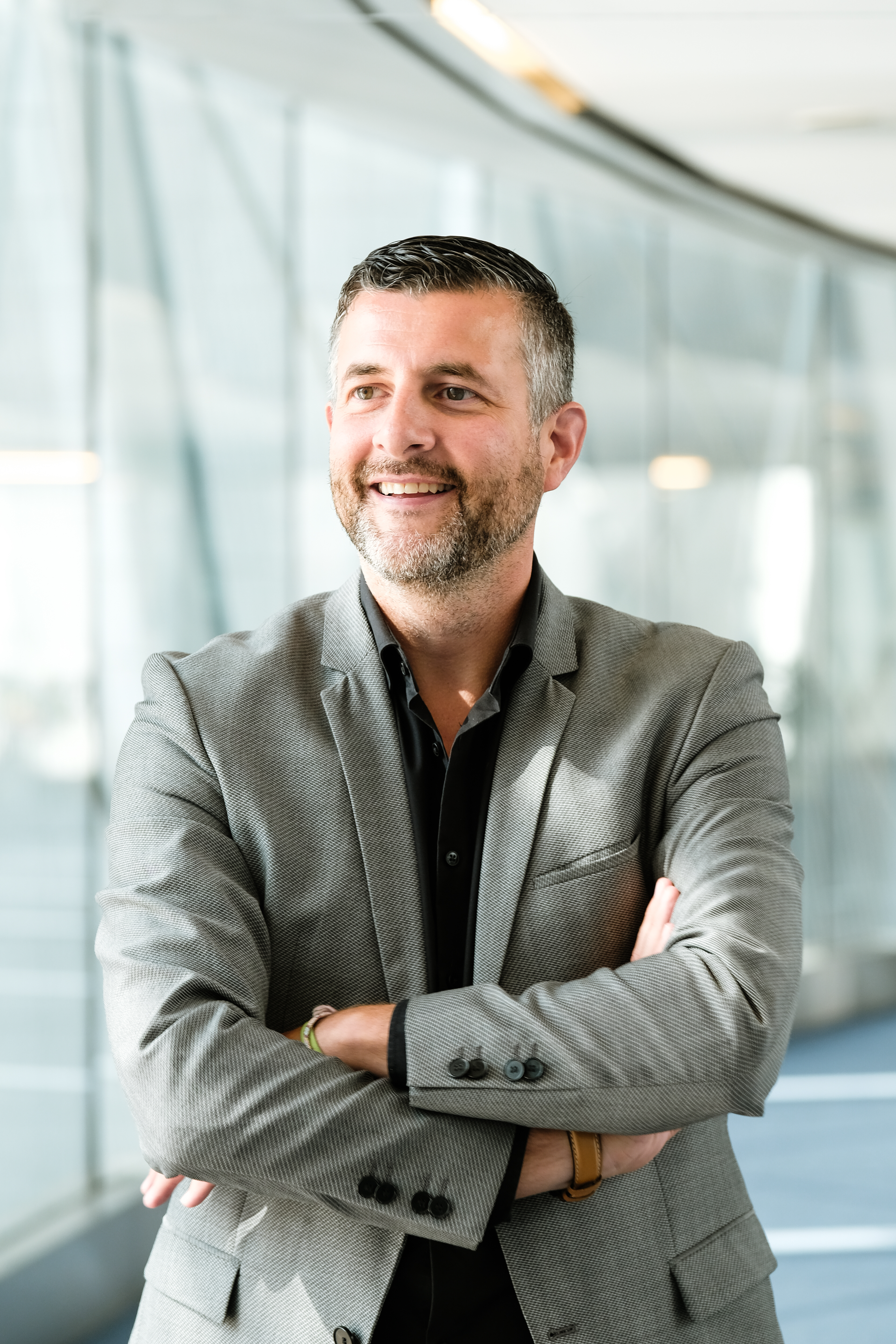
Pascal Arimont

Pascal Arimont [pas.kal a.ʁi.mɔ̃] (* 25. September 1974 in Malmedy) ist ein belgischer Politiker der Christlich Sozialen Partei (CSP). Seit dem 1. Juli 2014 gehört er dem Europäischen Parlament an. Vom 18. Juni 2015 bis zum November 2020 war er Vorsitzender der CSP.

## Familie und Ausbildung
Pascal Arimont wurde am 25. September 1974 in Malmedy als jüngstes von vier Kindern geboren. Aufgewachsen ist er in Born (Gemeinde Amel). Dort hat er auf einem Bauernhof in einem Drei-Generationen-Haus gelebt. Mit seiner Ehefrau hat er zwei Kinder.
Pascal Arimont studierte zunächst Klassische Philologie an der Universität Lüttich (ULg) und schloss dieses Studium 1996 mit einer Lizenz ab. Anschließend erlangte er einen Magister in Europastudien an der RWTH Aachen. Zu dieser Zeit fungierte er als Parlamentarischer Assistent des Europaabgeordneten Mathieu Grosch (CSP).
1998 begann Arimont ein Studium der Rechtswissenschaften an der Vrije Universiteit Brussel (VUB) in Brüssel, das er 1999 an der Université catholique de Louvain in Neu-Löwen fortsetzte und das er 2002 mit einer Lizenz abschloss. Nach Beendigung seines Jura-Studiums wurde er Rechtsanwalt, zunächst in einer Anwaltskanzlei in Brüssel und anschließend in einer Anwaltskanzlei in Sankt Vith und Malmedy. Ab 2006 war er Teilhaber einer Rechtsanwaltskanzlei. Seit seiner Wahl zum Europaabgeordneten im Mai 2014 ruht seine berufliche Aktivität als Anwalt.

## Politische Karriere

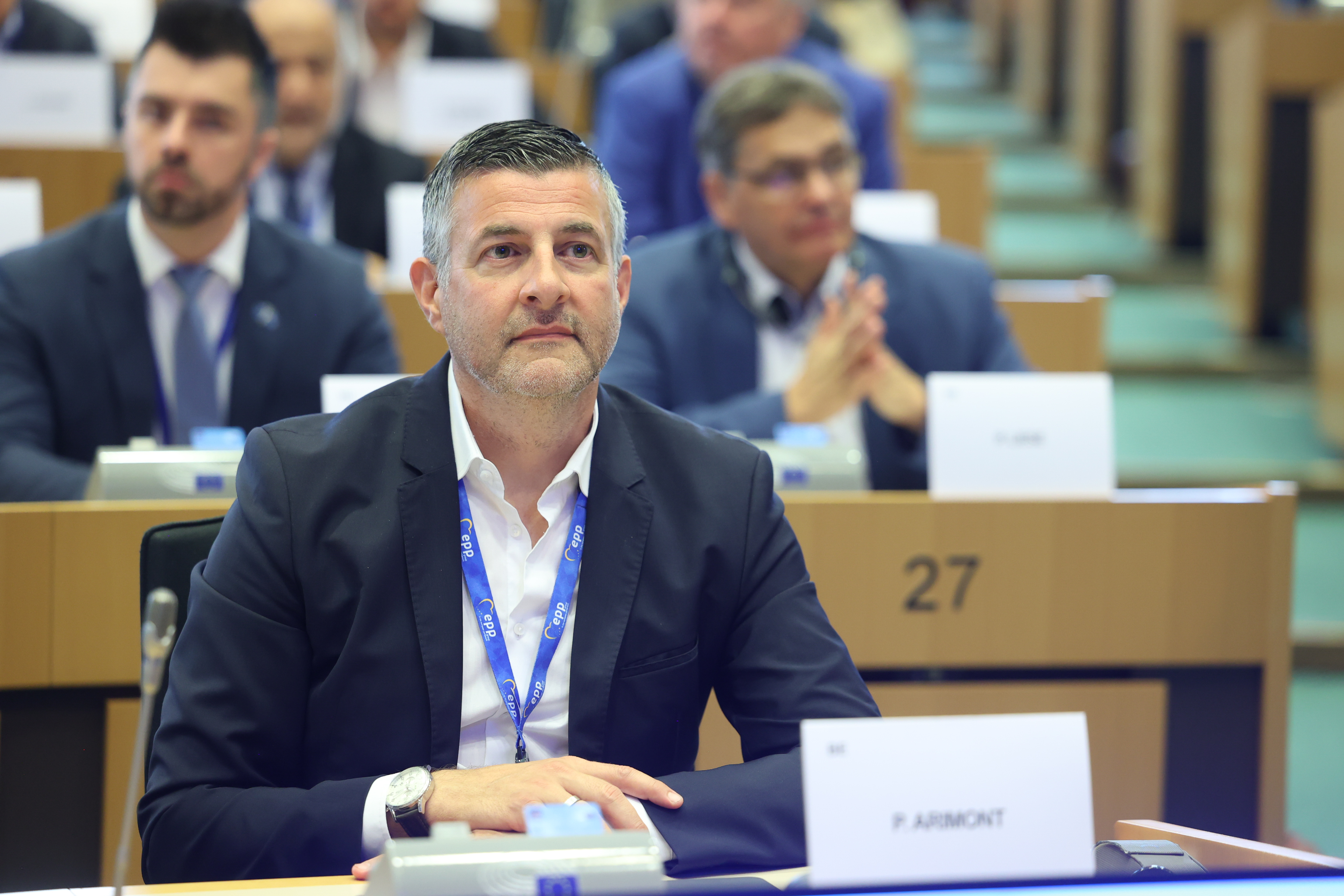
Seit 2014 ist Pascal Arimont Mitglied des Europäischen Parlaments

Von 2006 bis 2009 war Arimont Mitglied des Lütticher Provinzialrates. Von 2009 bis 2014 war er Fraktionsvorsitzender der CSP im Parlament der Deutschsprachigen Gemeinschaft. Er war 2. Sekretär des DG-Parlaments und Mitglied im Ausschuss I für allgemeine Politik, lokale Behörden, Petitionen, Finanzen und Zusammenarbeit.
Er war Spitzenkandidat der CSP für die Wahlen zum Parlament der Europäischen Union am 25. Mai 2014. Da die CSP im deutschsprachigen Wahlkreis die meisten Stimmen gewann, trat er dadurch die Nachfolge von Parteifreund Mathieu Grosch an. Im EU-Parlament gehört er seither der EVP-Fraktion an. Er ist beratendes Mitglied des Parlaments der Deutschsprachigen Gemeinschaft. Bei den Wahlen zum Europäischen Parlament im Mai 2019 gelang ihm der Wiedereinzug ins Europäische Parlament.
In der Wahlperiode 2014–2019 war Arimont stellvertretender Vorsitzender des Ausschusses für regionale Entwicklung und Verhandlungsführer des EU-Parlaments für INTERREG-Programme. Er war Mitglied des Ausschusses für Binnenmarkt und Verbraucherschutz und Verhandlungsführer für Verbraucherrecht in Europa. In der Wahlperiode 2019–2024 war Pascal Arimont erneut Vollmitglied im Ausschuss für regionale Entwicklung, wodurch er seine Arbeit als INTERREG-Verhandlungsführer fortführen kann. Er wurde zum sogenannten Vize-Koordinator seiner Fraktion im Ausschuss für regionale Politik ernannt und ist dort als Verhandlungsführer auch für die EU-Energiestrategie REPowerEU zuständig. Er war zudem Mitglied im Rechtsausschuss sowie im Ausschuss für Industrie, Forschung und Energie. Seit Ende 2023 ist Arimont erster Vizepräsident des Ausschusses für Regionalpolitik, in dem die für Ostbelgien bedeutenden Strukturfördermittel behandelt werden.
Seit Beginn des Jahres 2021 ist Pascal Arimont Verhandlungsführer des EU-Parlaments für den sogenannten Brexit-Hilfsfonds und seit Januar 2022 Verhandlungsführer im Rechtsausschuss zur Schaffung eines europäischen Identitätsnachweises.
Er ist in der 10. Legislaturperiode (2024–2029) Mitglied im Ausschuss für Beschäftigung und soziale Angelegenheiten, im Ausschuss für Umweltfragen, öffentliche Gesundheit und Lebensmittelsicherheit und im Ausschuss für regionale Entwicklung. Er ist zudem Mitglied der Delegation für die Beziehungen zu den Vereinigten Staaten.

## Positionen
Für Arimont stellen grenzüberschreitende Projekte einen klaren Mehrwert für die EU und ihre Regionen dar. Im Ausschuss für Binnenmarkt und Verbraucherschutz möchte er klare Grundlagen für das bessere Funktionieren des europäischen Binnenmarktes und für einen gesteigerten Schutz der europäischen Verbraucher.
Als EU-Abgeordneter sprach er sich für einen Stopp der Verhandlungen des Freihandelsabkommens TTIP und für ein endgültiges Auslaufen der Zulassung von Glyphosat aus. Ebenfalls setzt er sich im Industrieausschuss für bezahlbare Bauprodukte ein.
Arimont forderte wiederholt eine Ausnahmeregelung für Sprachminderheiten, wenn es darum geht, auf Filme und Serien aus dem Nachbarland ohne Geoblocking zurückgreifen zu können.